# Poellmannite
La poellmannite (simbolo IMA: Poe è un raro minerale del supergruppo dell'idrotalcite appartenente alla famiglia minerale dei "solfati, cromati, molibdati e tungstati" con la composizione chimica Ca6Al3(OH)18[Na(H2O)6](SO4)2 • 6(H2O).
Il minerale è l'analogo del calcio della nikischerite e della shigaite.

## Etimologia e storia
La poellmannite è stata scoperta in Israele, nel bacino di Hatrium (deserto del Negev), che è anche la sua località tipo; il suo campione tipo è invece conservato presso l'Accademia russa delle scienze di Mosca, nel museo mineralogico "A.E. Fersman" col numero di catalogo 5798/1.

## Classificazione
Essendo un minerale riconosciuto dall'Associazione Mineralogica Internazionale (IMA) nel 2021, la poellmannite non è elencata né nella classificazione dei minerali di Dana, né nella Sistematica dei lapis (Lapis-Systematik) di Stefan Weiß (aggiornata al 2018), né nella nona edizione della sistematica dei minerali di Strunz, aggiornata dall'IMA fino al 2009.
L'edizione successiva, proseguita dal database "mindat.org" e chiamata Classificazione Strunz-mindat, elenca la poellmannite nella classe "7. Solfati (selenati, tellurati, cromati, molibdati, tungstati)" e nella sottoclasse "7.D Solfati (selenati, ecc.) con anioni aggiuntivi, con H2O"; questa è ulteriormente suddivisa in base alla dimensione dei cationi coinvolti e alla struttura del minerale, in modo tale che la poellmannite possa essere trovata nella sezione "7.DF Con cationi di media e grande dimensione" dove si trova in attesa di un numero di assegnazione nel sistema 7.DF insieme ad aldridgeite, cromschieffelinite, alcaparrosaite, bairdite, carlsonite, ammoniomathesiusite, erssonite, flaggite, haywoodite, cherokeeite, cuprocherokeeite e tzeferisite.

## Abito cristallino
La poellmannite cristallizza nel sistema trigonale nel gruppo spaziale R3 (gruppo nº 148) con i parametri reticolari a = 9,9643(2) Å e c = 30,2212(7) Å.

## Origine e giacitura
L'unico sito in cui la poellmannite è stata trovata è la sua località tipo, nel deserto del Negev in Israele.